# Міжштатна автомагістраль 94
Міжштатна автомагістраль 94 (Interstate 94, I-94) — це найпівнічніше шосе мережі, що простягається  з заходу на схід. Воно поєднує Великі озера з міжгірськими районами США. Починається на заході у Білінгсі, штат Монтана на перетині з Interstate 90 та закінчується біля мосту Блу Вотер (англ. Blue Water Bridge) у місті Порт Гурон, Мічиган,  біля Сарнії, Канада, де разом з Interstate 69 зустрічається з Highway 402 (Онтаріо). Зважаючи на це, I-94 відомий тим, що є єдиним шосе західно-східного напрямку, що формує прямий зв'язок з канадськими вузлами сполучення від Сіетла (завдяки I-90) до Торонто (завдяки Highway 402).
Також I-94 відоме кількаразовим перетинанням I-90: на західному кінці, біля міста Медісон, у Чикаго та у Лейк Стейшн, Іллінойс.